# Théâtre national de Nice
Pour les articles homonymes, voir TNN.
Le Théâtre national de Nice désigne le centre dramatique national Nice-Côte d'Azur qui était installé dans un bâtiment conçu par Xavier Carnoy sur l’esplanade des Victoires puis dans un grand bâtiment octogonal recouvert de marbre gris, sur la "Promenade des Arts". En raison de sa démolition, depuis avril 2022, le TNN a déménagé dans le couvent Saint-François dans le Vieux-Nice avec une grande salle à l’ouest de la ville.

## Historique
Initialement appelé « centre national Nice-Côte d’Azur », le théâtre est créé en 1969 après un accord annoncé en janvier de la même année entre le ministère des Affaires culturelles d'André Malraux et la ville de Nice dirigée par Jacques Médecin,. Le ministère s'engage ainsi à financer le fonctionnement du théâtre à la condition que Gabriel Monnet en soit à la tête. En effet, à la suite du soutien que ce dernier avait apporté aux évènements de mai 1968, la municipalité de Bourges avait coupé ses liens avec la Comédie de Bourges qu'il dirigeait. Ceci avait conduit André Malraux à supprimer les crédits alloués à ce centre dramatique national au profit du théâtre de Nice dont la ville demandait depuis plusieurs années la création,. À partir de juillet 1969, Gabriel Monnet et son équipe constituée d'une quarantaine de personnes s'installent provisoirement dans des bureaux au sein du casino municipal de Nice. La troupe qu'il forme provient d'une partie de son ancienne troupe de Bourges, et de comédiens locaux issus de la compagnie des « Vaguants » et de la « Comédie des remparts ».
La première pièce du centre dramatique est jouée le 14 novembre 1969 à l'occasion de la venue à Nice des Tréteaux de France dont le chapiteau est dressé sur l'esplanade des Victoires (à l'emplacement de l'actuelle bibliothèque Louis-Nucéra),,. Le centre utilise ce dernier pour jouer La Route étroite pour le Grand Nord, une pièce d'Edward Bond mise en scène par Guy Lauzin,. Il s'agit de la première représentation d'une pièce d'Edward Bond en France. Cette pièce, qui met en cause l'armée et la religion, suscite les vives critiques du maire de Nice Jacques Médecin alors que celui-ci avait fait signer auparavant à Gabriel Monnet un engagement à reconnaitre à la ville le droit d'intervenir « pour éviter que le théâtre ne soit un lieu d'agitation politique, d'exhibitions licencieuses ou encore de manifestations insultantes pour l'armée, les anciens combattants, la religion, la libre pensée (…),. » 
Initialement, il est prévu que le bâtiment du casino municipal accueille le théâtre. Mais devant l'ampleur du coût des travaux, il est décidé de construire un bâtiment en structure métallique sur l'esplanade des Victoires, sur le cours du Paillon, dont les plans sont confiés à l'architecte Xavier Carnoy,. Avec des dimensions de 49 mètres de long, 26 de large et une vingtaine de haut (dont une hauteur de 15,70 mètres pour la cage de scène), il abrite une salle de 900 places au maximum dont la scène et les gradins sont modulables,,. Les frais de construction, qui s'élèvent à 2,8 millions de francs, sont pris en charge pour moitié par l'État. Après sept mois de travaux, il est inauguré le 19 mars 1970 avec une représentation de L'Avare de Molière mis en scène par Gabriel Monnet,.
En 1974, le théâtre devient centre dramatique national avant d’être renommé « Nouveau théâtre de Nice » en 1978 sous la direction de Jean-Louis Thamin pour finalement prendre le nom « théâtre national de Nice » sous la direction de Jacques Weber.
En 1989, sous l'impulsion de Jacques Médecin et de Jacques Weber, le théâtre s'installe dans un nouveau bâtiment situé promenade des Arts, plus en aval sur le cours du Paillon que le précédent édifice. L'inauguration officielle a lieu le 19 décembre 1989 après une première représentation du Misanthrope le 12 décembre mis en scène par Jacques Weber et dans laquelle Emmanuelle Béart joue le rôle de Célimène. La plus petite des deux salles avait quant à elle accueilli du 1er au 9 décembre Fabrice Luchini pour Voyage au bout de la nuit de Céline. En cette année, le centre dramatique dispose de 14 millions francs de subventions dont la moitié provient de l'État et l'autre moitié des collectivités locales.
Malgré de récentes rénovations et le fait que le bâtiment n'ait qu'une trentaine d'années, le maire de la ville Christian Estrosi annonce en janvier 2020 vouloir le faire raser, ainsi que le palais des congrès Acropolis, dans le but de prolonger la promenade du Paillon. Le 31 juillet 2020, le conseil municipal vote la destruction des bâtiments. Les représentations dans le bâtiment actuel du TNN s'arrêtent le 8 janvier 2022. Il est prévu que le TNN s'installe en partie dans l'ancien couvent Saint-François, place Saint-François dans le Vieux-Nice, ainsi que dans d'autres salles à divers endroits de la ville,. En plus d'une salle de 240 à 300 places, l'ancien couvent devrait ainsi abriter des bureaux pour l'administration du TNN, une salle de répétition et des logements pour les artistes,. Les travaux sont prévus d'être achevés début 2022,. À plus long terme, il est envisagé d'installer également une partie de l'activité du TNN dans un « palais des arts et de la culture » en reconvertissant le palais des expositions,.

## Ancien bâtiment (1989-2022)

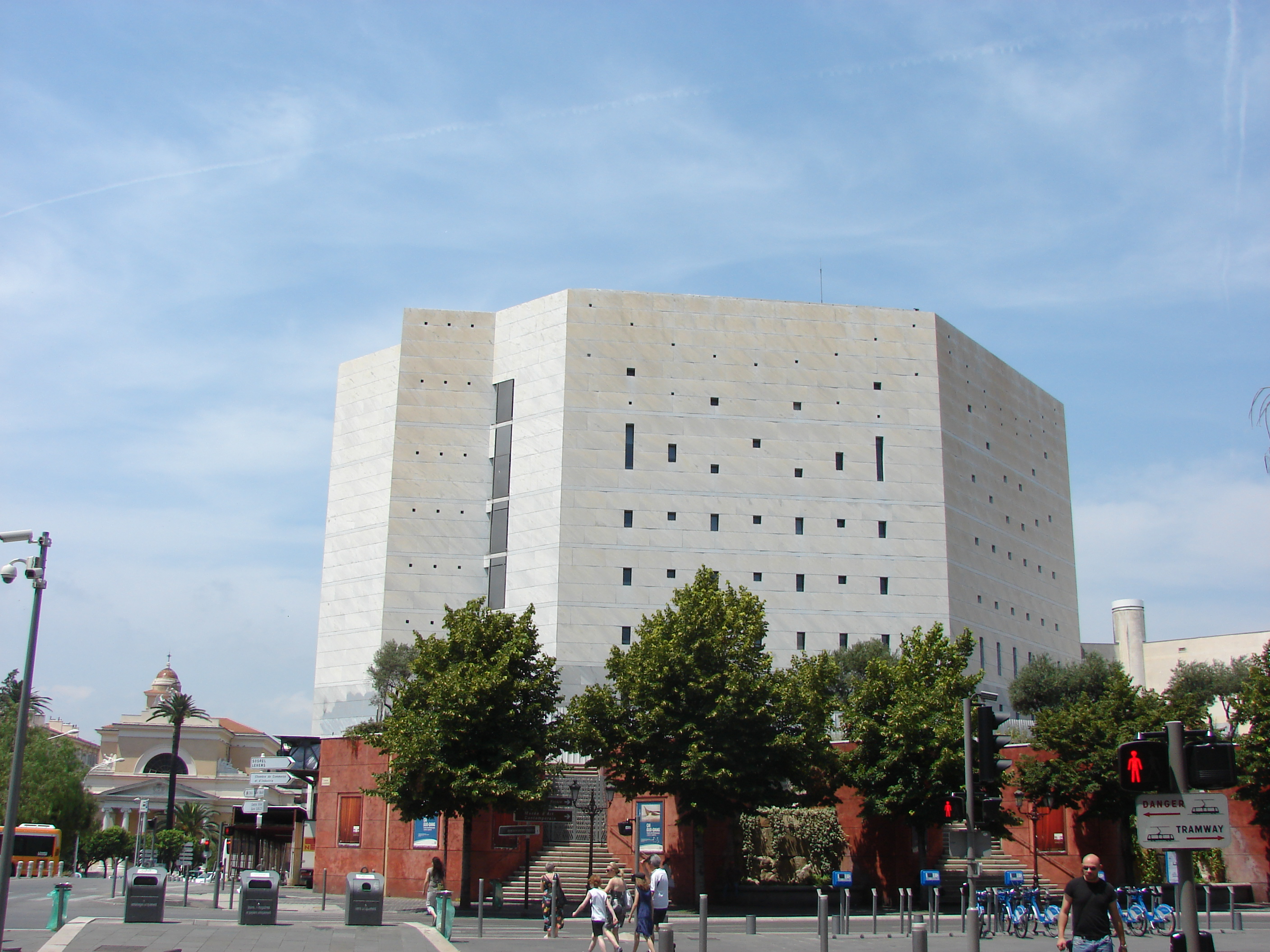
L'ancien théâtre et sa façade en marbre de Carrare en 2010.

L'ancien édifice, qui a abrité le théâtre jusqu'en janvier 2022, était d'une hauteur d'environ 28 mètres et de forme octogonale. Il était dû à l'architecte Yves Bayard,. Il s'inscrivait dans un ensemble architectural dit de la promenade des Arts, qu'il formait avec le musée d'Art moderne et d'Art contemporain de Nice (Mamac), inauguré en 1990, et auquel il était relié par une esplanade surélevée,.
Comme le Mamac, la façade du théâtre était recouverte de marbre de Carrare. En 1999, l'une des plaques de marbre du musée s'est descellée et est tombée au sol. Des travaux d'un montant de 11 millions d'euros furent menés entre janvier 2011 et août 2013 afin de remplacer le revêtement du théâtre et du musée par des panneaux plus légers, toujours en marbre de Carrare,. Ces derniers, uniquement sur le MAMAC, pèsent désormais 15 kg par mètre carré au lieu de 80 précédemment.
Le bâtiment contenait deux salles :
- la salle Pierre-Brasseur, 963 places ;
- la salle Michel-Simon, 318 places.

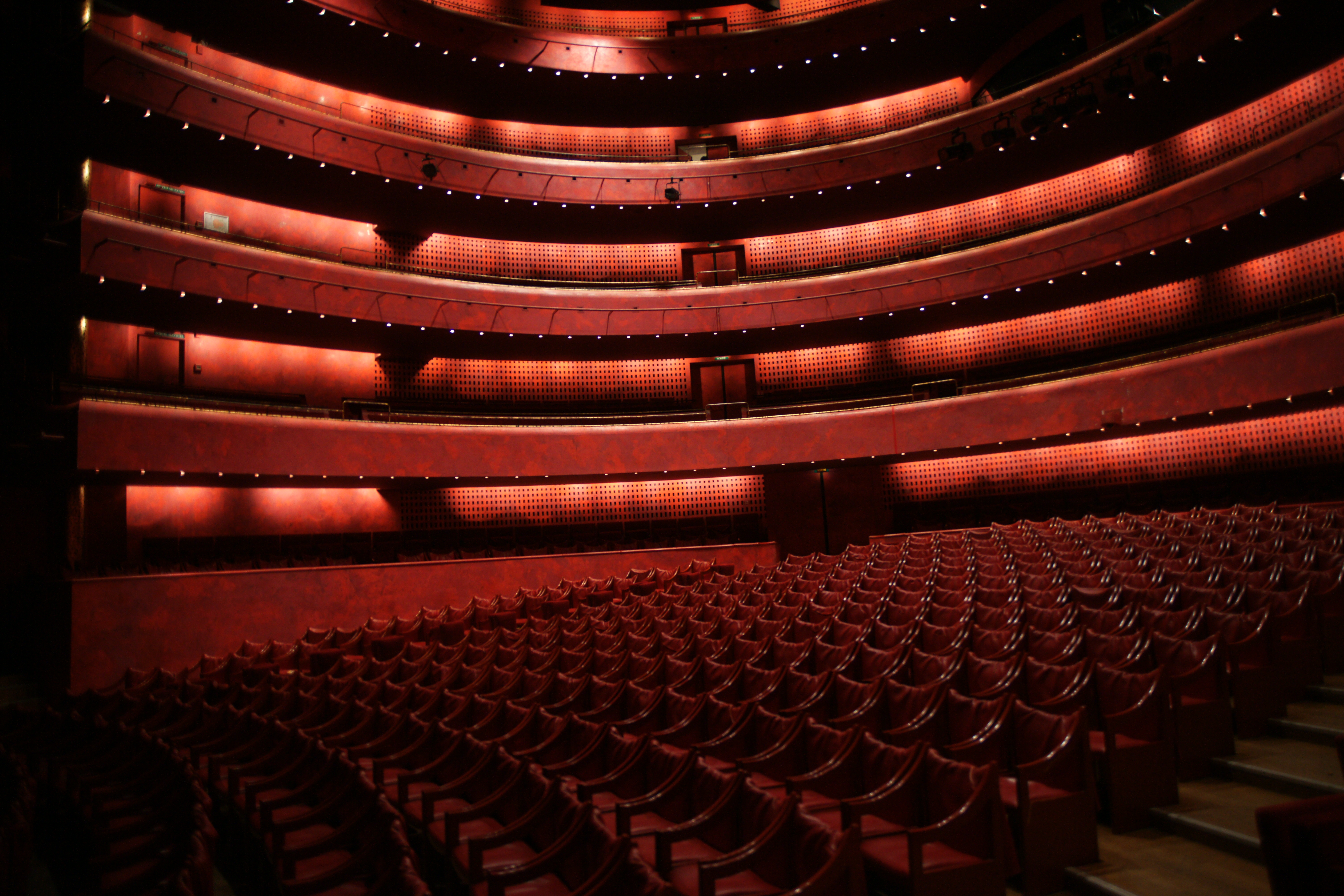
Salle Pierre-Brasseur (1989-2022).

Ces deux salles furent ainsi nommées par Jacques Weber, qui supervisa la construction du théâtre lorsqu'il en était le directeur.
Le 2 décembre 2021, la ministre de la Culture Roselyne Bachelot autorisa la démolition du théâtre sous réserve de la livraison d'équipements de remplacement promis par la municipalité afin d'assurer la continuité de l'activité : la salle des Franciscains dans le Vieux-Nice et une structure éphémère « La Cuisine » installée dans l'Ouest de la ville,. Le 18 janvier 2022, l'architecte des bâtiments de France donna son accord à la démolition du théâtre. Le 19 janvier 2022, le permis de démolir fut signé par le maire de Nice Christian Estrosi.

## Direction
Le Théâtre national est Nice est dirigé depuis le 1er novembre 2019 par Muriel Mayette-Holtz.
Anciens directeurs :
- Gabriel Monnet de 1969 à 1974
- Jean-Pierre Bisson de 1975 à 1978
- Jean-Louis Thamin de 1978 à 1985
- Jacques Weber de 1986 à 2002
- Daniel Benoin de 2002 à décembre 2013
- Irina Brook de janvier 2014[32] à juin 2019[33]